# 卓尼禪定寺
卓尼禪定寺（藏語：ཅོ་ནེ་དགོན་ཆེན，威利转写：co ne dgon chen），一名卓尼寺，是位於中國甘肅省甘南藏族自治州卓尼縣的一座藏传佛教寺院。该寺是安多地区最早建成的寺院之一，也是甘肃最早的藏传佛教寺院。2011年12月2日公布为第七批甘肃省文物保护单位。
卓尼寺初建于元代元贞元年（1295年），系八思巴使其弟子喜饶盖西在卓尼建造此寺，卓尼寺的建立使萨迦派传入洮州，该寺便是萨迦派在洮州的中心寺院，使该派在洮岷一带广为传播。明天顺年间（1457-1464年），格鲁派传入甘南，禅定寺转变为格鲁派寺院。清康熙四十九年（1710年）康熙帝召见卓尼大堪布时，赐亲提“敕赐禅定寺”匾额，因此得名“禅定寺”。格鲁派喇嘛卓尼·扎巴谢珠曾任该寺住持。
该寺的抄经、印经事业发展较早，14世纪时该寺用雕版印刷了全套《佛本生记》、《莲花生本生记》、《藏文文法教材》等，17世纪末至18世纪初，任该寺堪布的阿莽·成烈嘉措主持刊印了三十七卷《宗喀巴全集》，是甘肃雕印大型藏文图书之始。至康熙五十九年（1920年），卓尼寺已经建立了初具规模的印经院，开始编辑整理大藏经。雍正九年（1731）四月完成的《卓尼版甘珠爾》於本寺印經院開印。卓尼版為《藏文大藏經》之珍貴版本，刊行甚少。